# Tibetský institut v Rikonu
Tibetský institut v Rikonu je tibetský buddhistický klášter stojící v Rikonu, lokalitě obce Zell v okresu Winterthur v kantonu Curych na severovýchodě Švýcarska. Je umístěn ve svahu údolí Töss, kterým protéká stejnojmenná řeka. Klášter byl založen jako nestátní nezisková organizace (nadace), protože od 19. století zákony ve Švýcarsku neumožňují zakládání nových klášterů.

## Historie
V roce 1961 bylo Švýcarsko jednou z prvních západních zemí, která umožnila ve větším měřítku azyl tibetským uprchlíkům. Bratři Henri a Jacques Kuhnové, majitelé ocelárny Metallwarenfabrik AG Heinrich Kuhn v Rikonu nejprve zajistili uprchlíkům ubytování, zaměstnali je a také iniciovali založení Tibetského institutu v Rikonu pro duchovní a kulturní potřeby tibetské komunity ve Švýcarsku a také pro zachování a udržení tibetské kultury ve prospěch budoucích generací. Klášterní institut byl založen na doporučení a pod patronací 14. dalajlámy Tändzina Gjamccho. Dalajláma zdůraznil význam klášterů pro Tibeťany v exilu, a poslal do Rikonu opata a čtyři mnichy z Indie. Dne 8. dubna 2010 se uskutečnila 14. návštěva Jeho Svatosti 14. dalajlámy v klášterním společenství v Rikonu u příležitosti 50. výročí založení tibetské komunity ve Švýcarsku. Byl vřele přijat všemi zde žijícími Tibeťany a klášterní komunitu navštívil znovu dne 17. dubna 2013.

## Budova
Základy budovy podle projektu architekta Ueli Flücka (Baden AG) byly položeny dne 29. července 1967. Dne 9. listopadu 1968 klášter vysvětili dva hlavní učitelé dalajlámy Trijang Rinpočhe a Ling Rinpočhe. Budova byla navržena ve stylu západní funkcionalistické architektury se zahrnutím tradičních tibetských prvků. Stavba je vybudována ve svahu, vchodem orientována k jihu. Okna jsou vsazena do hlubokých zděných výklenků, čímž, při pohledu zvenku, připomínají malá okna tibetských klášterů. Plochá střecha je ozdobena pozlacenou věžičkou se zvonovitou kupolí. Druhý zlatý symbol nad vchodem do podkroví, kde je umístěna knihovna, představuje kolo s osmi paprsky (Dharmačakra), znázorňující osmidílnou stezku k osvícení. Po stranách kola jsou dvě klečící sochy gazel jako symbol gazelího háje, kde Buddha poprvé přednesl své učení. Nad kolem je tibetským písmem vyryt nápis Klášter Kola nauky.

## Současnost
Buddhistický klášter a jeho klášterní společenství jsou v současnosti důležitou součástí kulturního a náboženského života tibetské komunity ve Švýcarsku. Tibetský institut v Rikonu poskytuje širokou škálu kulturních aktivit také stále rostoucímu počtu lidí ze Západu, kteří se zajímají o buddhismus a Tibet. Institut napomáhá k pochopení tibetské kultury a vyvolává zájem a pozornost široké veřejnosti i odborníků. Organizuje veřejné akce, má knihovnu, vydává vlastní publikace, poskytuje podporu studentům a vědcům. Tibetský institut v Rikonu zajišťuje duchovní a kulturní potřeby Tibeťanů ve Švýcarsku a snaží se zachovat kulturu a náboženství Tibetu pro jeho další generace. Klášterní společenství podporuje vědecký výzkum v oblasti tibetanistiky a umožňuje dialog mezi buddhistickou filozofií a západní vědou.

## Představení kláštera
Od roku 2007 se klášterní komunita skládá ze zástupců čtyř hlavních škol tibetského buddhismu, kterými jsou: Ňingmapa, Kagjüpa, Sakjapa a Gelugpa.
Představení kláštera od roku 1967
- Geše Ugyen Tseten, 1. představený (1967–1974)
- Geše Tamdin Rabten, 2. představený (1975–1979)
- Geše Gedün Sangpo, 3. představený (1979–1995)
- Geše Phuntsok Tashi, 4. představený (1996–2010)
- Geše Thupten Legmen, 5. představený (od roku 2011)

## Galerie

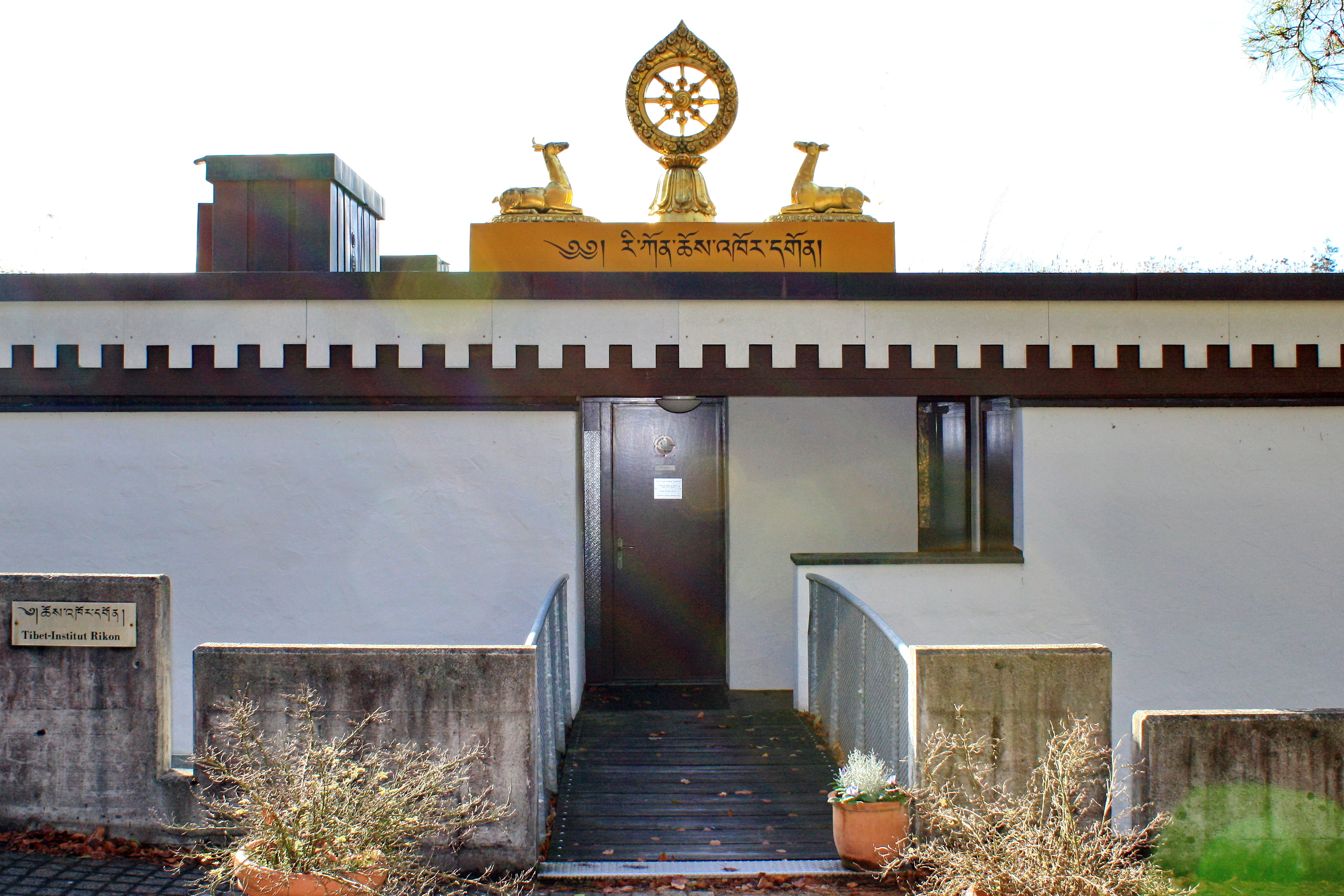
Podkrovní portál
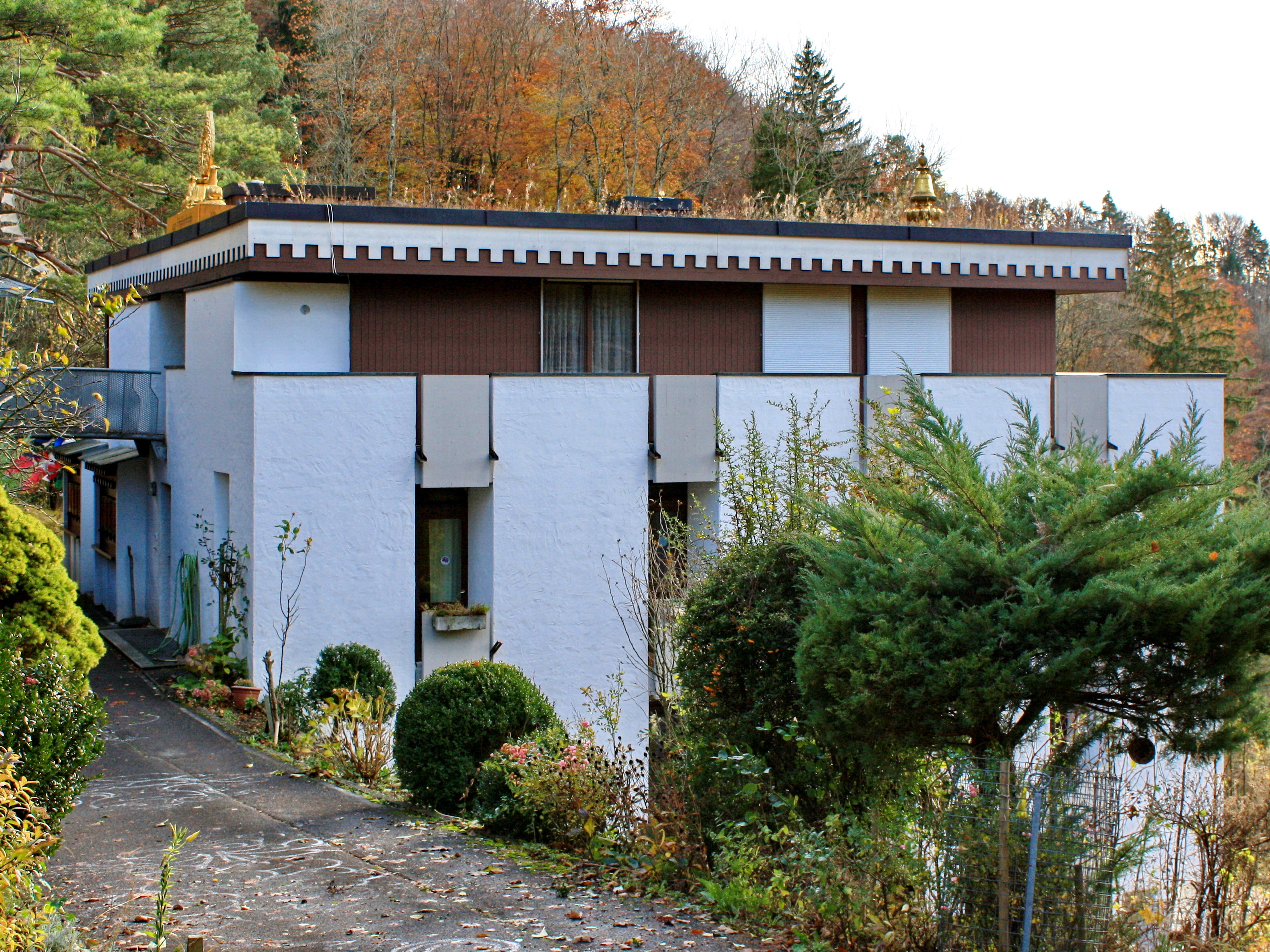
Boční pohled
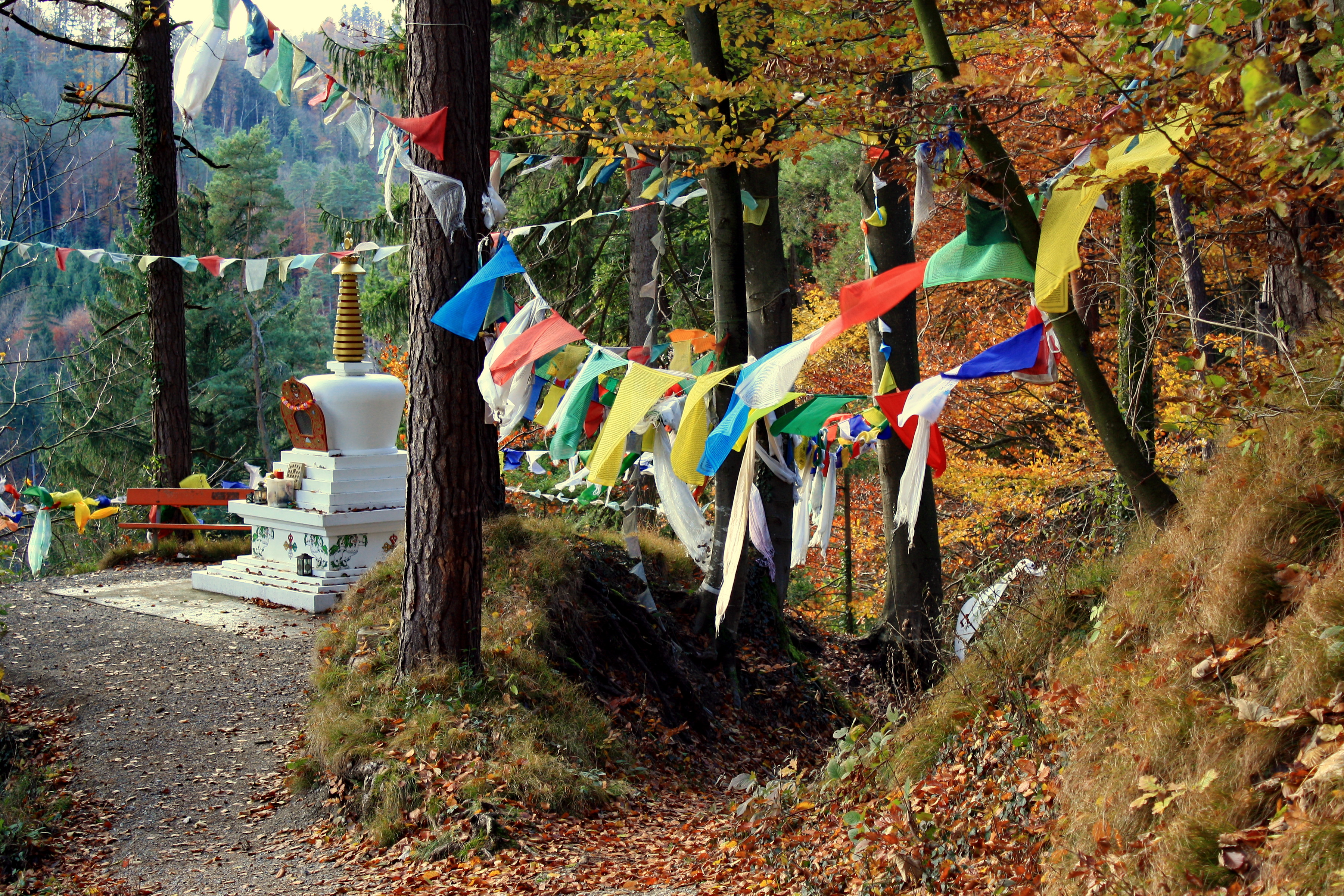
Svatyně s modlitebními praporky
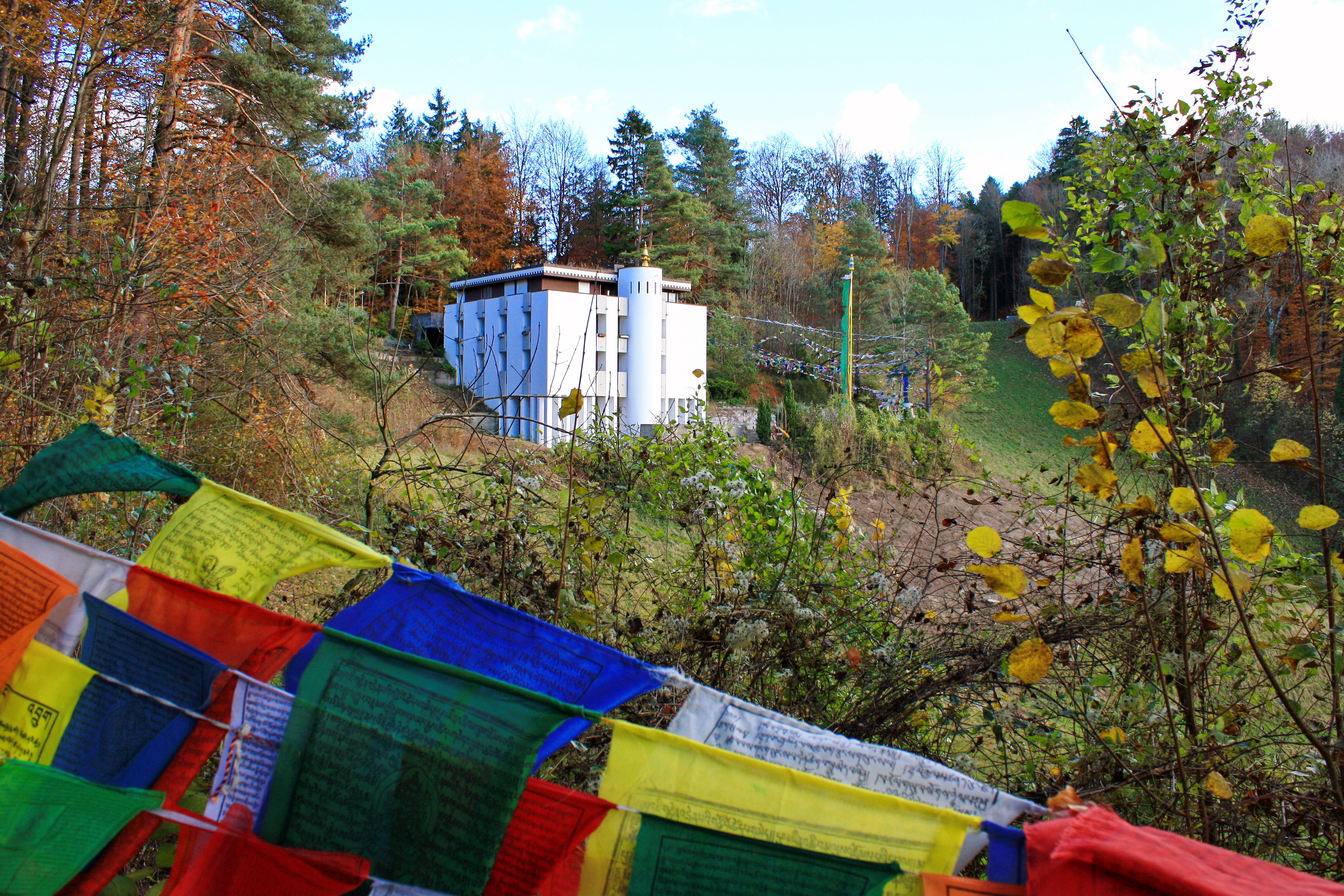
Pohled od svatyně